# Предаевич, Вера Леонидовна
Вера Леонидовна Предаевич (28 августа 1928, Одесса, Украинская ССР — 9 апреля 2003, Киев, Украина). — украинская актриса театра и кино. Народная артистка Украины (1996) .

## Биография
Окончила Одесское театральное училище (1950) и Киевский государственный институт театрального искусства им. И. Карпенко-Карого (1968).
С 1953 года — актриса Киевского русского драматического театра им. Леси Украинки (спектакли: «Мораль госпожи Дульской» Г. Запольской, «История одной страсти» Г. Джеймса (мисс Джулиана) и т. д.).

## Фильмография
Играла в фильмах:
- «Дети солнца» (1956, фильм-спектакль; Лиза)
- «Мораль госпожи Дульской» (1957, фильм-спектакль; Хеся)
- «Шельменко-денщик» (1957, Евжени)
- «Огненный мост» (1958, фильм-спектакль; эпизод)
- «Это было весной» (1959)
- «Прощайте, голуби» (1960, экскурсовод)
- «Артист из Кохановки» (1961, Нонна Эпифановна)
- «Лишний хлеб» (1967)
- «Последние» (1962, фильм-спектакль)
- «Мы, двое мужчин» (1962, мать Юры)
- «Нет неизвестных солдат» (1965)
- «Вера, Надежда, Любовь» (1972)
- «Переходим к любви» (1975)
- «Гармония» (1977)
- «О безумной любви, снайпера и космонавта» (1992)
- «Безумные деньги» (1995, фильм-спектакль)
- «История одной страсти» (1997, телеверсия спектакля; мисс Джулиана)[2] и др.

Озвучивание мультфильма:
- «Про полосатого слонёнка» (1971)[3]